# Embalse de Chira
El embalse de Chira es una infraestructura hidrológica construida en el barraco de Arguineguín, en el municipio de San Bartolomé de Tirajana, Gran Canaria. Hasta la década de 2020 se ha venido usando principalmente para suministro de agua a regadíos.

### Central hidroeléctrica reversible de Chira-Soria
En 2021, el cabildo de Gran Canaria aprobó un proyecto por el que se construye una central hidroeléctrica de 200 MW aguas abajo del embalse de Chira y que se prevé en funcionamiento en 2026. Las aguas utilizadas en la generación de energía por esta central acabarían en el embalse de Soria. Ambos, Chira y Soria, se podrían llenar con agua desalada del mar mediante bombeo cuando haya excedente de energía en la red eléctrica (es decir, gastan energía eléctrica que sobra, y que, de lo contrario, se desperdiciaría) para llenar los embalses, y generar energía eléctrica cuando crezca la demanda, constituyendo así los embalses una central hidroeléctrica reversible, para producir y almacenar energía hidroeléctrica renovable en función de la demanda, pues la energía hidráulica es la única energía renovable que permite el almacenamiento.